# 杨春元
杨春元（1582年—1616年），字仁甫，号明宇。中国明朝人，明神宗朱翊钧皇长女荣昌公主朱轩媖的驸马都尉。河北固安县西辛里（今河北省廊坊市固安县大辛庄）人，祖籍河南林县（今河南省林州市）。治家严谨，富贵而不忘守礼，尤孝父母。

## 人物生平

### 出身
杨春元的祖上原本是河南林县人，其先祖杨景和跟随明太祖朱元璋起兵，受命驻守北京附近的固安县，所以全家迁移至此。杨春元的祖父即杨景和的五世孙杨维聪在正德十六年中了状元，历任数官，为太仆寺卿。而杨春元之父杨继只是一个秀才。

### 选尚公主
万历二十四年（1596年）十二月，杨春元因容止端庄、家教严整以及家住在京城而被选为明神宗和王皇后所生的皇长女荣昌公主的驸马。万历二十四年（1597年）正月，同为16岁（虚岁）的二人完婚，杨春元得诰命，特进荣禄大夫、上柱国。

### 人格高尚
杨春元成为驸马后，身份尊贵，却并不忘家乡父老。有一年，固安县发生饥荒，杨春元拿出粟米百石赈济灾民。县中学生，每人赐穀一石。同时，他为人正直，乐于助人。大城县的王生因某事被抓紧监狱，即将问斩。杨春元得知其有怨情，为此多方奔走，终于替王生解脱了罪名。容城县一位节妇老年无所依靠，杨春元给她送去银两，每月都支米粮接济。
杨春元一生不近声色，更无狎妓之举。贵戚中有人请驸马赴宴，提前藏妓女于一侧，酒至半酣时让妓女出台，杨春元见后立刻起身离席，主人苦留不住。
杨春元同时也一生尊师重道，对每位老师都尊崇有加。他的一位老师田大年逝世后，杨春元为其郑重祭奠。为让寡居的师母生活无忧，他还为师母购置良田。他的书架上也全部都是圣贤之书。

### 忠孝两全
杨春元是个孝子。荣昌公主拜见公婆，驸马坐在公主的右边，一切都依礼行事。万历三十七年（1609年）七月，杨春元的父亲杨继在北京逝世，杨春元哀痛不已，徒步百余里，扶棺椁归葬，并在墓侧修建草庐，在草庐中守孝。杨春元又为其亡父请追赠，使杨继得封文林郎，母亲李氏得封孺人。
杨春元也是个忠义之人。他与客人谈论时，必以忠孝二字开头，当时的人有的认为他迂腐，有的人认为他执拗，还有的人认为他矫情、沽名釣譽，但春元都不在乎，仍这么做，所以当时朝士之间的正人君子都愿意和他做朋友。在万历年间的国本之争中，杨春元拥护皇长子朱常洛。

### 夫妇争执
杨春元与荣昌公主婚后育有五个儿子。万历三十二年（1604年），在长子杨光夔4岁时，驸马与公主口角，公主父亲明神宗大怒，传旨责骂杨春元。后东厂来报明神宗，杨春元突然只乘坐二人小轿回了原籍固安县。怒极的明神宗革了杨春元父亲杨继的职，让锦衣卫追赶并护送驸马回京。几日后，杨春元自行奉旨回京。万历皇帝见杨春元有悔悟之意，于是让驸马到国子监学习礼法百日。百日过后，杨春元父子官复原职。

### 余生
万历四十四年（1616年）七月，杨春元之母李氏病逝。至孝的杨春元极度伤心，竟七日不食，于七月九日去世，年仅35岁。朝廷赐驸马和驸马母祭葬，葬于今固安县大辛庄驸马坟，祀乡贤祠。其妻荣昌公主在明亡后仍存活，甲申之變时，他们的三个儿子死于这次劫难，一个儿子夭亡，只有四子杨光益存活下来。

## 家庭
- 祖父：杨维聪 – 正德十六年状元，太仆寺卿
- 父：杨继（？ - 1609年） – 以子贵封南城兵马司副指挥
- 母：李氏（？ - 1616年）
- 兄弟：杨春华、杨春茂、杨春秀、杨春英
- 岳父：明神宗朱翊钧（1563 - 1620）
- 岳母：孝端显皇后王喜姐（1564 - 1620）
- 妻：荣昌公主朱轩媖（1582 - 1647）
- 子：
  - 长子：杨光夔（字允谐） – 太子太师、左都督，进荣禄大夫
  - 次子：杨光皋（字允直） – 后军都督府右都督，进荣禄大夫
  - 三子：杨光旦（字允谦） – 中军都督府同知，进荣禄大夫
  - 四子：杨光益（字允烈） – 前军都督府佥事
  - 五子：杨光龙（字允纳） – 中府都督佥事
- 孙：
  - 杨庆余 – 锦衣卫都指挥使

等

## 人物评价
明代学者孙奇逢评杨春元：公之生平诚好名，然所好者，忠孝节义之名，至于好孝之名，竟以毁而灭性，过诚过矣！谁能有此过者，得之戚畹更难。

## 其他
- 明代鹿善继所做诗《挽杨明宇都尉》诗两首：

其一
咄怪繁华队，何来清冷云。
圣朝高物色，甥馆焕人文。
感慨君亲重，从容生死分。
山阳掩耳过，有笛不堪闻。
其二
竟是执丧死，谁云灭性宜。
盖棺人品定，观过寸心知。
世为时中误，道从合处离。
何如偏执者，犹近始生时。
- 贾廷琳作《明驸马杨明宇先生遗像赞》：

烈烈都尉，主尚荣昌。巍峨甥馆，车服辉煌。
公睇富贵，藐若秕糠。维忠维孝，立身之纲。
庭帏侍养，笃念不忘。明垂祖制，主拜姑嫜。
据礼固争，批鳞抗章。国学示罚，屈辱弥强。
羽翼光庙，委屈周详。功钜迹隐，国史弗彰。
孤贞为性，踽踽凉凉，遍交贤哲，鹿孙颉顽。
解推故旧，粗粝自尝，手扶植者，礼义纲常。
父丧莫奔，累疏琅琅。再遭母忧，竟死哀伤。
呜呼公乎，名教之坊。孝悌无间，曾闵齐光。
拜公遗墓，大辛之庄。瞻公遗像，正气寒芒。
摹傅奕世，荣我梓桑。卢沟灏森，德并流长。

## 脚注
1. ↑  见外部链接1
2. ↑  《明神宗实录》：万历二十四年十一月○敕礼部：册封朕长女荣昌公主。其选中驸马南城兵马司副指挥杨继男春元。成婚先期合用册诰仪仗及一应礼仪都依旧例行。
3. 1 2  《固安县志》
4. 1 2  《孙奇逢集》
5. ↑  《明神宗实录》卷三百九十四：庚辰大学士沈一贯等言：今日该文书官刘宣传出圣谕：朕览东厂所奏事件，驸马杨春元不知何故于二十八日小帽青衣朝府门行礼毕，坐用二人小轿回原籍固安县去。讫驸马何官，不奉明旨擅自离任，狂肆无礼，即差锦衣卫官赶伴回京，奏请定夺。伊父教子无方，教习部官鲍应鳌训示安在都，禠职为民，卿等可传示遵行。钦此。
6. ↑  《明神宗实录》卷三百九十四：锦衣卫千户李如林奏访：驸马杨春元已于三月三十日回府奉旨。杨春元今既自行来京还府，显有畏惧省悟之意。姑着礼部宫伴送国子监交付堂上官教习礼仪百日。具奏。
7. ↑  《明神宗实录》卷三百九十四：甲申○礼部署部事侍郎李廷机奏：驸马杨春元悔过读书，胄监之钦期已满。圣意之释然可知。惟是部臣鲍应鳌原任兵部武选司主事，去年差往江西。虽调仪制补，教习实未到任。乞免溺职之罚。诏杨春元复任朝参回府居住。
8. ↑  谈迁 - 《枣林杂俎》：驸马都尉杨春元……母丧，七日不食，衣不解带者三月，竟羸瘠而亡
9. ↑  见外部链接2
10. ↑  见台湾藏顺治时期奏折